# غزريز (شميل)
غزریز (بالفارسية: گزریز) هي قرية تقع في إيران في قسم شمیل الريفي. يقدر عدد سكانها بـ 230 نسمة بحسب إحصاء 2016.